# Pelidnota glaberrima
Pelidnota glaberrima är en skalbaggsart som beskrevs av Blanchard 1851. Pelidnota glaberrima ingår i släktet Pelidnota och familjen Rutelidae.

## Underarter
Arten delas in i följande underarter:
- P. g. meridionalis
- P. g. septentrionalis